# Mount Lindesay, Queensland
Mount Lindesay är ett berg i Australien. Det ligger i delstaten Queensland, omkring 100 kilometer söder om delstatshuvudstaden Brisbane. Toppen på Mount Lindesay är 1 177 meter över havet, eller 717 meter över den omgivande terrängen. Bredden vid basen är 3,9 km.
Runt Mount Lindesay är det mycket glesbefolkat, med 6 invånare per kvadratkilometer.. 
I omgivningarna runt Mount Lindesay växer i huvudsak städsegrön lövskog. Genomsnittlig årsnederbörd är 1 402 millimeter. Den regnigaste månaden är januari, med i genomsnitt 269 mm nederbörd, och den torraste är september, med 37 mm nederbörd.